# Thấm Nguyên
Thấm Nguyên (chữ Hán giản thể: 沁源县, âm Hán Việt: Thấm Nguyên huyện) là một huyện thuộc địa cấp thị Trường Trị, tỉnh Sơn Tây, Cộng hòa Nhân dân Trung Hoa. Huyện Thấm Nguyên có diện tích 2556 km², dân số năm 2002 là 160.000 người. Huyện Thấm Nguyên được chia ra 4 trấn và 18 hương.
- Trấn: Thành Quan, Quách Đạo, Vương Hòa, Bách Tử.
- Hương: Pháp Trung, Bách Mộc, Trung Dục, Ngũ Long Xuyên, Lý Nguyên, Hàn Hồng, Ngư Nhi Tuyền, Định Dương, Giao Khẩu, Bạch Hồ Diêu, Quan Than, Cảnh Phong, Xích Thạch Kiều, Trang Nhi Thượng, Thông Tử Dục, Vương Đào, Hoa Pha, Vương Phượng.